# La visita (película de 2019)
La visita es una película documental de Argentina filmada en colores dirigida por Jorge Leandro Colás sobre su propio guion que se estrenó el 6 de junio de 2019; su tema es la visita a presos de la Cárcel de Sierra Chica La película fue exhibida en la edición 2019 del Buenos Aires Festival Internacional de Cine Independiente.

## Sinopsis
Cada fin de semana llegan unas 500 mujeres y unos pocos hombres al pueblo de Sierra Chica, ubicado en Olavarría, en el interior de la Provincia de Buenos Aires. Lo hacen para visitar a presos del penal cercano a la localidad llevando consigo el amor, el dolor y el deseo inserto en sus historias.

## Producción
Además de filmar a los visitantes llegando a la localidad y a la cárcel, el director se ubicó en la casa de Bibiana, que vive en Sierra Chica desde que no pudo más pagar sus pasajes desde su Santa Fe natal, que sirve de refugio y contención a quienes llegan sin dinero ni mercancías e ignorantes de la maraña burocrática de las normas de ingreso. También rodó en el local de Emilio que además de bar y almacén de ramos generales, las visitantes pueden cargar celulares, usar el baño pagando tres pesos, guardar mochilas, etc. e incluso recibir un trato amable y una contención emocional.

## Participantes
Intervinieron en el filme:
- Bibiana Simbrón
- Emilio Melotto

## Críticas
Ezequiel Boetti en Página 12 opinó:

”uno de esos documentales que cuenta mucho, muchísimo, sin que lo parezca. Cuenta, en la superficie, la dinámica del pueblo de Sierra Chica cuando llegan esas novias y esposas… Entre medio, casi de contrabando, se cuela todo: la violencia institucional, la tenacidad espartana de quienes esperan, los prejuicios de los vecinos, la solidaridad de clase y de género … una de las primeras películas –sino la primera– que orbita sobre una cárcel y no menciona con nombre propio ni muestra a ningún preso. …les pone rostros a esas mujeres anónimas e invisibles filmándolas con los mecanismos propios del documental observacional: la cámara y el micrófono operando como moscas en la pared, la no intrusión en el desarrollo de los hechos como norma y una predisposición para atender a los detalles que aparecen sobre la marcha son algunas de esas huellas éticas y formales.”

Sami Schuster en el sitio web cinefiloserial escribió:

”Es una novedosa y original mirada sobre este estilo de historias, ya que el director no se dedica a ahondar en el sistema carcelario o en cómo viven los presos ahí dentro, sino que solo se enfoca en las mujeres que se acercan a aquel lugar para ver a sus maridos, hijos, nietos. En ningún momento las vemos entrar en el penal ni interactuar con los internos, solo su mirada desde afuera, corriéndose del lugar común de este tipo de film…Los aspectos técnicos se encuentran correctos y sirven para enmarcar los testimonios de estas mujeres. El clima desolador, silencioso y hostil se cuela en los planos generales de Sierra Chica, mostrando el aislamiento que viven en aquel pueblo que funciona alrededor del penal…Un documental que en ningún momento cae en golpes bajos ni en lugares comunes, sino que viene a traer una bocanada de aire fresco a este tipo de films.”